# 阿拉代奥
阿拉代奥（義大利語：Aradeo），是意大利莱切省的一个市镇。总面积8平方公里，人口9802人，人口密度1225.3人/平方公里（2009年）。ISTAT代码为075006。